# Tali (houtsoort)
Tali is een houtsoort afkomstig van Erythrophleum ivorense en Erythrophleum suaveolens (familie Leguminosae). De bomen komen voor in tropisch Afrika. De invoer in België is vooral van Kameroen, Ivoorkust, Gabon, Congo-Brazzaville en Ghana.
Het is kruisdradig, met kernhout dat bruingeel tot bruinrood is en spinthout dat geelgrijs tot donkergeel is. 
Het wordt gebruikt voor zware buitenconstructies zoals sluizen, katrollen, bruggen en dwarsliggers. Daarnaast heeft het ook binnen toepassingen zoals parket dat heel intensief wordt belopen.  
Het kernhout is zeer duurzaam (natuurlijke duurzaamheidsklasse I). Het spinthout is niet duurzaam (natuurlijke duurzaamheidsklasse V).